# سروس ده اینکائواسی
سروس ده اینکائواسی (به اسپانیایی: Cerros de Incahuasi) یک کوه در شیلی است. سروس ده اینکائواسی ۵٬۷۰۴ متر بالاتر از سطح دریا واقع شده‌است.